# Марсианские шахматы
«Марсианские шахматы» (на русском языке выходил также как «Марсианские шахматисты». По-английски дословно: The Chessmen of Mars — «Шахматные фигуры Марса») — пятый роман барсумской серии Эдгара Райса Берроуза. Рукопись начата в январе 1921 году, роман был впервые опубликован в 1922 году. в еженедельнике Argosy All-Story Weekly (выпуски от 18 и 25 февраля; 4, 11, 18 и 15 марта). Книжное издание последовало в ноябре 1922 году.

## Сюжет
Роман выстроен как рассказ Джона Картера своему племяннику Эдгару Райсу Берроузу. Джон Картер в первый раз сознательно посещает Землю в облике марсианского принца.
Тара из Гелиума — дочь Джона Картера и Деи Торис, принимает при дворе своего отца потенциальных женихов, в том числе Джора Кантоса — сына Кантоса Кана. Особенно ей не понравился правитель далёкого Гатола — джед Гахан, в украшенных алмазами доспехах. Капризом принцессы стала воздушная прогулка, в которой она попала в ураган. Ураган принёс Тару в страну Бантум, населённую ужасными существами, зовущими себя калданами. Калданы — сухие интеллектуалы, похожие на гигантскую голову, оснащённую паучьими лапами. Поскольку калданы состоят из одного мозга, и почти не способны передвигаться, они вывели особую породу домашних животных: это бывшие люди-рабы, у которых удалена голова, они называются рикоры. Калдан осёдлывает рикора и подключается к его нервной системе, после чего может делать всё, что ему заблагорассудится. Тара смогла покорить своим пением одного из калданов по имени Чек, и он помогает ей бежать.
Тем временем Гахан, беззаветно влюблённый в Тару, отправляется на поиски. Гахан, найдя Тару, остался неузнанным, и назвался пантаном (воином-наёмником) по имени Туран. Тара, Гахан и Чек добираются до изолированного государства Манатор, где сохранились чрезвычайно архаичные обычаи. Например, в городе проводятся гладиаторские игры в виде марсианской разновидности шахмат — джетана. Таким образом, чтобы сделать ход фигурой, необходима кровавая схватка. Главные герои стали рабами, и после многочисленных приключений возвращаются в Гелиум. Там выясняется, что Джор Кантос посчитал Тару погибшей и женился на другой, после чего Тара обретает любимого и государственную власть.

## Персонажи
- Принцесса Тара из Гелиума — дочь Джона Картера и Деи Торис, в начале романа — капризная и избалованная девица, переживающая глубокий внутренний кризис в период странствий по Марсу.
- Гахан — джед Гатола, единственного на Барсуме города, сохранившегося со времён империи ореваров. Построенный когда-то на острове в океане, Гатол славится алмазными шахтами и непрерывно воюет из-за рабов, необходимых для добычи алмазов. Свободные жители Гатола — пастухи, ведущие полукочевой образ жизни на дне высохшего океана.
- Чек (у Берроуза Ghek) — калдан, способный испытывать эмоции.

## Страны
- Бантум — обиталище калданов — негуманоидных марсиан. Калданы представляют собой разновидность разумных паукообразных, управляемых Луудом — гигантским мозгом и одновременно маткой. Конечная цель расы калданов — запасти огромное количество пищи, воды и воздуха, чтобы после окончательной смерти Марса слиться в гигантский сверхмозг, занятый постоянным созерцанием. Самостоятельно трудиться они не способны, и захватывают рабов, которых лишают голов, превращая их в рикоров.
- Манатор — изолированный город-государство красных марсиан, чьей королевой была Гайя из Гатола — бабка Гахана. Уровень технологии в этом городе крайне низок, зато сохранились варварские обычаи древности — джетан с живыми людьми и обычай бальзамировать усопших правителей.

## Проблематика
В романе «Марсианские шахматы» Берроуз пародирует идеи фантастики его времени о выведении сверхмощного разума, заключённого в одном только мозге. Сверхинтеллектуальные калданы совершенно беспомощны физически, а оседлав рикора, всё равно остаются крайне неуклюжими. Тара из Гелиума приходит к выводу, что только люди способны соблюсти баланс между интеллектуальной и физической стороной жизни.

## Прочее
- Идея марсианских шахмат была создана Берроузом в отместку Джону Шеа, который всегда выигрывал у него в шахматы[2]. Имя Шеа упоминается в первом абзаце романа.
- Имеется несколько реализаций марсианских шахмат (ERB Jetan, Jetan) на основе игрового движка Zillions of Games.